# 新堀排水路 (埼玉県)

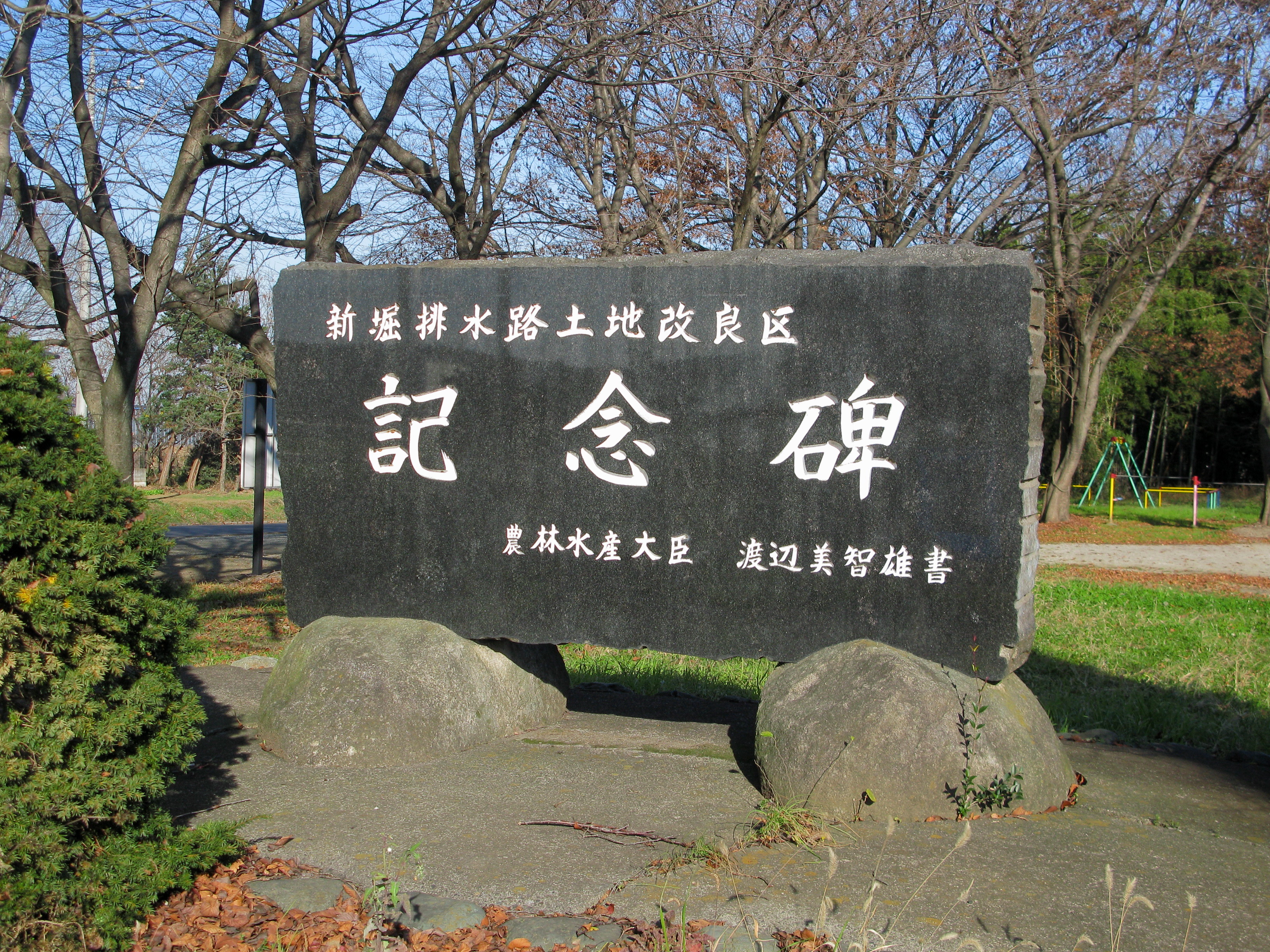
新堀排水路記念碑（2011年12月）

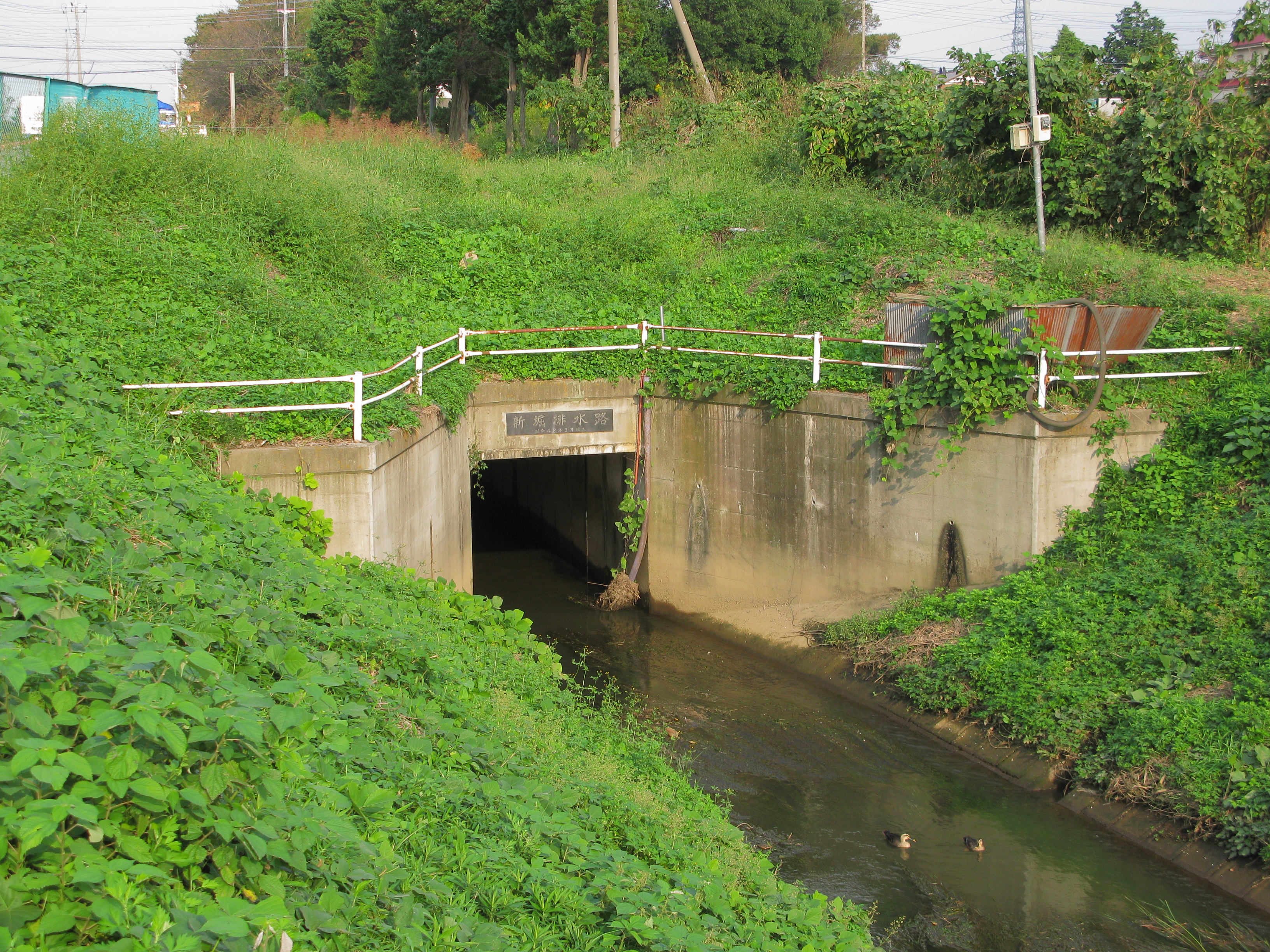
岩槻区鹿室に所在する暗渠区間の呑口

新堀排水路（しんほりはいすいろ）は、埼玉県蓮田市、さいたま市岩槻区、白岡市を流れる農業排水路である。新堀（しんほり）とも称される。

## 地理
新堀排水路は、黒浜上沼（蓮田市）に源を発し、蓮田市、さいたま市岩槻区を流れ、白岡市太田新井と南埼玉郡宮代町金原の境界で隼人堀川右岸に合流する延長4 km、流域面積は8 km2の農業排水路である。源流の付近に元荒川が流れているが古隅田川同様、そちらの方向には流下せず、概ね北東方向に流下し途中、大宮台地の支台である慈恩寺支台と内牧支台の2箇所を暗渠で横断し、それらの台地の谷間を流下する黒沼用水が伏越で立体交差する。

## 歴史
1868年（明治元年）、山城堀（古隅田川の源流、戸田忠昌も参照）に代わる排水路として開削された。以来、何回も改修工事が行われており、特に太平洋戦争前後に行われた工事では、台地を横断し日光御成街道（現在の埼玉県道65号さいたま幸手線）と交差する暗渠部分で地表面が戦時中の資材不足に起因する陥没事故を起こす難工事となり、現在の構造物が竣工したのは排水路の開削から111年が経過した1979年（昭和54年）4月の事だった。
日光御成街道と新堀排水路が交差する地点に当川の記念碑が設立されている。

## 橋梁
- 白根橋
- 山王橋

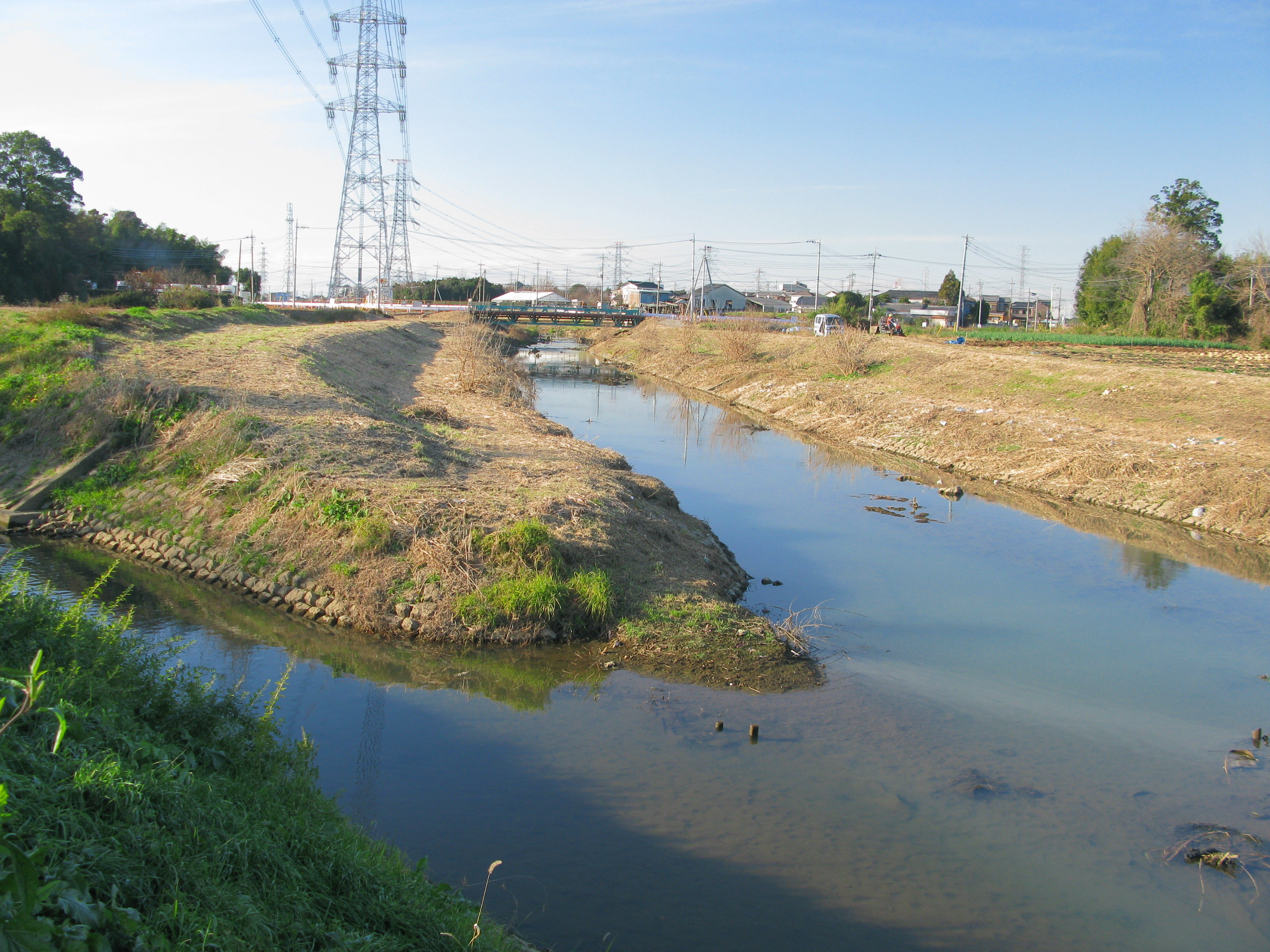
新堀排水路と隼人堀川の合流点

- 埼玉県道65号さいたま幸手線（橋架はなし。地下で交差）
- 名称不明
- 新堀橋
- 名称不明（水と緑のふれあいロード）
- 埼玉県道78号春日部菖蒲線 （橋架はなし。地下で交差）
- 名称不明

## 周辺の施設
- 宝国寺・宝国寺幼稚園
- 城址岩槻霊園
- 水と緑のふれあいロード
- 新堀伏越（新堀サイフォン）
- 金原運動公園（はらっパーク宮代）